# Tran Tien Lang
Tran Tien Lang (né en 1928), électronicien français, professeur à l’École supérieure d'électricité et à l’École spéciale de mécanique et d'électricité, auteur de plusieurs ouvrages d’électronique, a également collaboré à la revue périodique Éditions techniques de l'ingénieur.

## Biographie
Tran Tien Lang est né au Vietnam en 1928. Reçu ingénieur, Il professa l’électronique à l’École supérieure d’électricité et à l’École spéciale de mécanique et d'électricité.
Il a laissé plusieurs ouvrages d’électronique rédigés en français, destinés aux étudiants des écoles d’ingénieurs ou de second cycle universitaire, ainsi qu’aux professionnels qui abordent, dans le cadre de la formation continue, un domaine concernant aussi bien les industries de production que les laboratoires de recherche. Ils ont été traduits en anglais, espagnol et grec.
Il a également collaboré à la revue périodique Éditions techniques de l’ingénieur.

## Publications
- Électronique des systèmes de mesures : mise en œuvre des procédés analogiques et numériques, Éditions Masson, col. Mesures physiques, Paris, 1984.  (ISBN 978-22-2582-700-6), [présentation en ligne]
- Circuits fondamentaux de l’électronique analogique : à l’usage des techniciens supérieurs, des ingénieurs et des étudiants des I.U.T., des facultés et des grandes écoles, Éditions Lavoisier, col. Techniques et Documentation, Paris, 1985.  (ISBN 978-27-4300-099-8), [présentation en ligne]
- Systèmes de mesures informatisées : mise en œuvre des microprocesseurs et microcontrôleurs en instrumentation, Éditions Masson, col. Mesures physiques, Paris, 1991.  (ISBN 978-22-2582-293-3), [présentation en ligne]
- Électronique numérique, Éditions Masson, col. Technologies, Paris, 1995.  (ISBN 978-22-2584-711-0), [présentation en ligne]
- Électronique analogique des circuits intégrés, Éditions Masson, Paris, 1996,  (ISBN 2-225-85306-1), [présentation en ligne]

### Aux Éditions Techniques de l’ingénieur
Il s’agit de fascicules numérotés, ne comportant pas d’ISBN.
- Mesures et déphasage, 1979, fascicule R-1045.
- Mise en œuvre des procédés électroniques dans les systèmes de mesures, 1984, (fascicule n°?).
- Les microprocesseurs en instrumentation, 1988, fascicule R-520.
- Acquisition et traitement des signaux de mesure à l’aide de microprocesseurs, 1989, fascicule R-525.
- Instrumentation personnalisée, 1994, (fascicule n°?).
- Interfaces de communication - Mesures automatiques, 1994, fascicule R-530.